# Alfréd Schaffer
Alfréd Schaffer (* 13. Februar 1893 in Budapest, Österreich-Ungarn; † 30. August 1945 in Prien am Chiemsee), auch „Spezi“ genannt, war ein ungarischer Fußballspieler und -trainer.

## Spielerkarriere

### Vereine
1893 in Budapest geboren, gehörte Schaffer vom 21. bis 26. Lebensjahr der ersten Mannschaft des MTK Budapest an. Von 1914 bis 1916 fand aufgrund des Ersten Weltkrieges kein Ligabetrieb statt, sodass er erst in der Saison 1917/18 seine Premiere im Seniorenbereich gab und mit 42 Punktspieltoren, wie auch in der Folgesaison mit 26 Punktspieltoren, jeweils Torschützenkönig wurde.
Schaffer gilt als erster professioneller Fußballspieler auf dem europäischen Kontinent, da er – bemerkenswert für jene Zeit – die Vereine nach den Verdienstmöglichkeiten aussuchte.
So verschlug es ihn auch nach Deutschland, wo er in der Saison 1919/20 für den 1. FC Nürnberg als Mittelstürmer tätig war und in dieser Zeit auch das Training leitete. Er machte sich insbesondere durch die Förderung des jungen Hans Kalb verdient, der später als Spielgestalter den Club zu fünf deutschen Meisterschaften führte und Kapitän der A-Nationalmannschaft war. 1920 spielte er für eine kurze Zeit für den FC Basel, bevor er von 1920/21 bis 1921/22 für den FC Wacker München spielte, mit dem er 1922 die süddeutsche Meisterschaft gewann und ins Halbfinale der deutschen Meisterschaft vordrang, das allerdings mit 0:4 gegen den Hamburger SV verloren ging. Noch im selben Jahr spielte er kurz bei Sparta Prag und im Jahr 1923 wieder für MTK Budapest, für den er in einigen Freundschaftsspielen antrat. Von 1923 bis 1925 spielte er für den Wiener Amateur-Sportverein, mit dem er 1924 die österreichische Meisterschaft gewann.

### Nationalmannschaft
Schaffer bestritt in vier Jahren 14 Länderspiele für die Nationalmannschaft, in denen er 16 Tore erzielte; der Gegner war dabei stets die Auswahl Österreichs. Sein Debüt krönte er am 7. November 1915, beim 6:2-Sieg in Budapest gleich mit drei Toren. Am 5. November 1916 wurde er in Wien, beim Stand von 3:3, in der 70. Minute vom Platz gestellt und das Spiel anschließend abgebrochen. Sein letztes Länderspiel bestritt er am 6. April 1919 in Budapest beim 2:1-Sieg; es war das vierte Länderspiel, in dem ihm kein Tor gelang.

## Trainerkarriere
Nachdem er bereits als Spieler des 1. FC Nürnberg diesen auch 1919/20 trainierte, ging Schaffer zunächst 1920 zum FC Wacker, wo er als Trainer anheuerte, bis er eine Spielgenehmigung erhielt. Dort blieb er bis 1922 Spielertrainer und gewann die Süddeutsche Meisterschaft und führte sein Team ins Halbfinale der Deutschen Meisterschaft, wo die Blausterne gegen den Hamburger SV trotz Feldüberlegenheit mit 0:4 ausschieden. In der Saison 1925/26 kam der "Spezl" erneut zum FC Wacker. Auch der DSV München war ein deutscher Verein, den er nach seiner aktiven Zeit als Fußballer 1926/27 betreute. Seine nächste Station, 1927/28, war der FC Wacker München, mit dem er erneut ins Halbfinale der deutschen Meisterschaft vordrang, das diesmal knapp mit 1:2 gegen Hertha BSC verloren ging. Für jeweils eine Spielzeit war er Trainer des FK Austria Wien und des Berliner SV 1892, bevor er für jeweils zwei Spielzeiten erneut für den FC Wacker München (1938/39) und den 1. FC Nürnberg verantwortlich zeichnete. Von 1935 bis 1937 bzw. von 1939 bis 1940 war er Trainer bei MTK Budapest und bei Rapid Bukarest. Gemeinsam mit Károly Dietz trainierte Schaffer die ungarische Fußballnationalmannschaft bei der Fußball-Weltmeisterschaft 1938, wo diese das Endspiel erreichte und dort erst gegen den Titelverteidiger Italien unterlag. 1940 wechselte er nach Italien und führte den AS Rom am Ende seiner zweiten Saison, 1941/42, zur ersten Meisterschaft der Vereinsgeschichte. Danach war er für Ferencváros Budapest aktiv, bevor er in der Saison 1944/45 den FC Bayern München in der Sportbereichsklasse Bayern betreute.

## Tod
Am 30. August 1945 fand man auf dem Bahnhof von Prien am Chiemsee (75 Kilometer von München entfernt, wo Schaffer den FC Bayern München trainierte) in einem Zug einen Leichnam, dessen Tod ein paar Stunden zuvor eingetreten war. Ein Fußballanhänger identifizierte die Leiche als Alfréd Schaffer. Die Todesursache konnte nicht ermittelt werden. Schaffer wurde in Prien beigesetzt.

## Erfolge
als Spieler
- Ungarischer Meister: 1917, 1918, 1919 (mit MTK Budapest)
- Süddeutscher Meister 1922 (mit dem FC Wacker München)
- Bayerischer Meister 1922 (mit dem FC Wacker München)
- Südbayerischer Meister 1921, 1922 (mit dem FC Wacker München)
- Österreichischer Meister – 1924 (mit dem FK Austria Wien)

als Trainer
- Vizeweltmeister 1938 (mit der Ungarischen Nationalmannschaft)
- Italienischer Meister 1942 (mit der AS Rom)
- Süddeutscher Meister 1922 (mit dem FC Wacker München)
- Bayerischer Meister 1922 (mit dem FC Wacker München)
- Südbayerischer Meister 1921, 1922 (mit dem FC Wacker München)